# Los catadores de vinagre

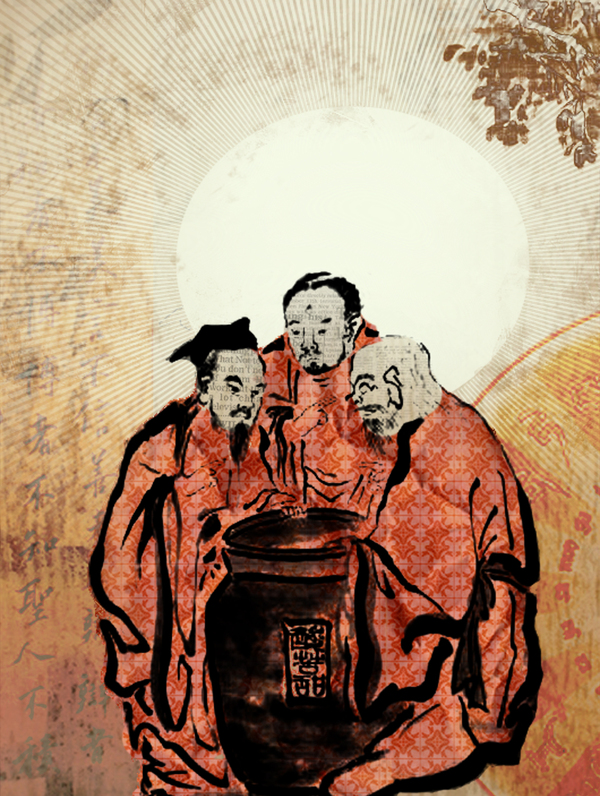
Pintura tradicional de «Los catadores de vinagre» (配图古诗精选, ca. 1880)

Los Catadores de vinagre (三酸圖, tres sorbos; 嘗醋翁 o viejos catando vinagre; 嘗醋圖, 尝醋图), es una imagen alegórica que representa al confucianismo, budismo y taoísmo, favorable con este último y crítico con los otros dos.
En la imagen puede verse a tres hombres mojando el dedo en una vasija con vinagre y probándolo. Uno de los hombres reacciona con una expresión muy agria, otro con una amarga y otro con una expresión dulce. Los tres hombres son representaciones de Confucio, Buda Gautama y Lao-Tse y representan las tres mayores tradiciones filosóficas chinas y la actitud predominante respecto a la vida de cada una de ellas.
El confucianismo ve la vida como algo agrio que necesita reglas para corregir la degeneración de las actitudes humanas. La visión budista concibe la vida como una experiencia amarga, repleta de miedo y sufrimientos, y que requiere de la iluminación para trascenderlos. El taoísmo, sin embargo, no entra a valorar la vida, simplemente percibe las cosas como lo que son en su estado natural y las acepta como tales.
Otra interpretación de estas tres posturas frente a la vida se puede ver en la pintura Tres enseñanzas en una.